# جین پارسونز
جین پارسونز (انگلیسی: Gene Parsons؛ زادهٔ ۴ سپتامبر ۱۹۴۴) یک موسیقی‌دان اهل ایالات متحده آمریکا است. وی از سال ۱۹۶۶ میلادی تاکنون مشغول فعالیت بوده‌است.